# Wachapreague
Wachapreague est une municipalité américaine située dans le comté d'Accomack en Virginie. Selon le recensement de 2010, Wachapreague compte 232 habitants.

## Géographie
Située sur la côte atlantique de l'Eastern Shore de Virginie, Wachapreague est entourée de prés salés. Selon le Bureau du recensement des États-Unis, la municipalité s'étend sur 0,23 mille carré (0,6 km2).

## Histoire
En 1662, Nathaniel Bradford se voit a attribué les terres de Watchaprege, dont le nom signifierait « petite ville près de la mer » dans une langue amérindienne. Les membres de la famille de John Teagle sont les premiers européens à s'implanter sur ces terres, autrefois habitée par un peuple algonquien, les Matchapungos.
Dans les années 1870, les frères George et Henry Powell font construire des routes et redynamisent le port de Wachapreague, délaissé durant la guerre de Sécession. Le bourg porte un temps le nom de Powellton avant de retrouver son nom d'origine. Elle devient une municipalité en 1902.